# Le Diable et le Bon Dieu
Le Diable et le Bon Dieu est un drame en trois actes et onze tableaux de Jean-Paul Sartre, paru et représenté la première fois à Paris au Théâtre Antoine (direction Simone Berriau) le 7 juin 1951, dans une mise en scène de Louis Jouvet. 
Cette pièce traite de la nature humaine, de Dieu et du Diable, et de la question de la possibilité du Bien.

## Résumé
Dans l'Allemagne du XVIe siècle, des paysans se révoltent contre l'Église. C'est la guerre des paysans allemands. Convaincu que l'archevêque dispose de grains, Nasty, qui dirige l'armée populaire, ordonne qu'ils envahissent l'église, contre les supplications d'Heinrich. Ce dernier est un modeste curé, qui soutient les paysans dans leur révolte, mais qui refuse qu'ils s'attaquent à l’Église. 
Nasty tue l'évêque. Avant de rendre son dernier souffle, ce dernier confie à Heinrich la clef du souterrain qui peut permettre à l'armée de Gœtz de rentrer dans Worms. Gœtz est un bâtard d'une famille noble, dont le frère Conrad dirige l'armée qui fait le siège de la ville. Heinrich doit décider, ou bien de laisser les paysans tuer les prêtres, ou bien laisser entrer Gœtz pour qu'il tue les paysans. 
Le deuxième tableau s'ouvre sur l'arrivée d'Heinrich au camp de Gœtz. Ils apprennent par un messager que Conrad est mort, et que Gœtz est donc seul décisionnaire. Doit-il envahir Worms ? Gœtz décide de raser la ville par simple envie de faire le Mal et de défier Dieu.  
Nasty se rend à la tente de Gœtz et le défie. Il lui propose de changer de stratégie : « Prends la ville, massacre les riches et les prêtres, donne-la aux pauvres, lève une armée de paysans et chasse l'Archevêque ; demain, tout le pays marche avec toi ». Le chef de guerre ordonne que Nasty soit pendu et fait venir Heinrich pour le confesser avant sa mort. Mais Heinrich attire l'attention de Gœtz en lui faisant remarquer qu'en faisant le Mal, il se montre faible : le Bien est plus difficile à accomplir. Par défi, Gœtz décide de se consacrer uniquement à faire le Bien. « J'étais criminel, je me change : je retourne ma veste et je parie d'être un saint ». 
Il libère sa maîtresse-otage-putain Catherine, qui mourra de chagrin ; il distribue ses terres aux paysans, cela déclenchera une guerre ; il se fait le prophète de l'amour, ses adeptes non-violents mourront en martyrs. 
Il se retire avec Hilda dans la forêt où il mène une vie d'ermite fou, jusqu'à la visite de Heinrich qui vient comme convenu juger les actes de Gœtz. Mais Gœtz, conscient de son échec dans la quête de l'Absolu, affirme que Dieu est mort et que l'homme est seul.

## Analyse

### Inspiration historique
Le personnage principal est inspiré de Götz von Berlichingen, un reître de la Renaissance qui fut actif pendant la guerre des paysans allemands. Ce personnage historique devint aussi l'objet d'une pièce de Goethe en 1773.
Sartre déclare que la période qui a été choisie, celle de la révolte entre les paysans et les nobles, lui « a semblé suggestive pour notre époque ». Il refuse toutefois une lecture purement symbolique de sa pièce.
La pièce serait inspirée de El rufián dichoso de Miguel de Cervantes.

### Portée philosophique
La pièce vise à mettre en évidence le faux dilemme entre le Bien et le Mal, pour conclure que seule la liberté de l'homme compte.
Henri Gouhier souligne la transposition de la philosophie existentialiste athée de Sartre dans la pièce. 

### Style
La pièce est remarquée pour ses phrases courtes et concises, pour ses apophtegmes.
Ivan Jablonka remarque que la pièce est typique des œuvres de fiction de Sartre, qui sont « peuplé[es] de bâtards et de traîtres ». Le personnage principal est en effet lui-même un bâtard.
Elizabeth Houghton Taylor voit dans Gœtz une projection de certains traits de caractère de Sartre lui-même, dont son désir d'absolu.

## Création et distribution
La pièce a été créée au Théâtre Antoine le 7 juin 1951. Les scènes principales ont été enregistrées en 1953 par les mêmes interprètes, sauf dans trois rôles : ceux de  Heinrich, repris par  Michel Etcheverry, le banquier, repris par Fernand Blot et  Hilda, repris par Josette Vardier.
- Pierre Brasseur : Gœtz
- Jean Vilar : Heinrich
- Henri Nassiet : Nasty
- Jean Toulout : Tetzel
- R.J. Chauffard : Karl
- Maria Casarès : Hilda
- Marie-Olivier : Catherine
- Maurice Dorléac : le banquier
- Anne-Marie Cazalis
- Maria Meriko

- mise en scène : Louis Jouvet
- décors : Félix Labisse
- costumes : Francine Galliard-Risler réalisés par la maison Schiaparelli

## Réception
Jean-Paul Sartre multiplie les interviews avec la presse lors de la sortie de la pièce, afin de la publiciser et d'expliquer son intention.
La pièce est mal reçue par les milieux catholiques conservateurs italiens.
La pièce est jouée à nouveau en 1968 et 1969. Les représentations attirent un public plus jeune, âgé d'entre 16 et 24 ans. 
Le Diable et le bon Dieu est cité par Claude Lévi-Strauss dans La Pensée sauvage. 